# Драгочајна
Драгочајна (словен. Dragočajna) је насељено место у општини Медводе, Средњесловенска регија, Словенија.

## Историја
До територијалне реорганизације у Словенији била је у саставу града Љубљане, односно старе општине Шишка.

## Становништво
У попису становништва из 2011. године, Драгочајна је имала 207 становника.
| Број становника према пописима | Број становника према пописима | Број становника према пописима |
| ------------------------------ | ------------------------------ | ------------------------------ |
| 1991                           | 2002                           | 2011                           |
| 153                            | 171                            | 207                            |

Напомена: Године 2008. извршена је мања размена територија између насеља Драгочајна и Моше.